# Józef Szmechta
Józef Szmechta (ur. 16 lutego 1900 w Nowej Wsi Królewskiej, zm. 17 lipca 1942 w Berlinie), ps. Hutnik, Jankow, Józef – powstaniec śląski, oficer dywersyjnej grupy Wawelberga, komendant śląskiego okręgu Armii Krajowej.

## Życiorys
Urodził się w Nowej Wsi Królewskiej pod Opolem (obecnie dzielnica Opola). W okresie międzywojennym pracował jako budowlaniec w Katowicach. Kierował śląską siatką wywiadu pomocniczego na terytorium Śląska. W czasie okupacji był zastępcą komendanta Śląskiego okręgu ZWZ pod dowództwem Józefa Korola. Po jego śmierci w dniu 27 sierpnia 1940 zastąpił go na stanowisku komendanta. Aresztowany 18 grudnia 1940 i skazany przez Trybunał Ludowy w Berlinie za „zdradę stanu” na karę śmierci. Został zgilotynowany w Berlinie-Plotzensee wraz z innymi członkami śląskiego ruchu oporu przeciw nazistom (np. Karol Kornas).